# ソルジャー (映画)
『ソルジャー』（原題：Soldier）は、1998年のアメリカ映画。

## ストーリー
幼い頃より超人兵士・ソルジャーになるべく選ばれた人間は情に流されないよう感情をなくすように育てられた。成長した彼らソルジャーは様々な戦場で活躍するが、彼らのもとへ数年たったある日、ミーカム大佐率いるニュー・ソルジャーたちがやって来る。ミーカムは彼らの指揮を担当しているチャーチ大尉に「ソルジャーはただ鍛えられているだけだが、彼らは遺伝子から鍛えている」とニュー・ソルジャーの方が優れていると発言し、それに納得できないチャーチは本当にニュー・ソルジャーより自分のソルジャーの方が下なのか疑問を投げかける。チャーチはミーカムに「テストをすれば納得する」と言われ、あらゆるテストを行ったが、彼らには敵わなかった。最終的にニュー・ソルジャーのケイン607と旧式のソルジャー・トッド3465を戦闘させることになったが、ミーカムに旧式一体ではケインには敵わないとされトッドに二名のソルジャーが加えられ1対3で戦うも、三人ともケインに敗れ死亡してしまう。ミーカムに旧式のソルジャーは「時代遅れ」と看做されてしまう。そして死体は廃棄物処理惑星に投棄される。
しかし、実はトッドだけは死亡しておらず、そこでトッドは目を覚ますが、そこは生態系が破壊され、超絶なる暴風が吹き荒れる世界だった。トッドは、かつて宇宙船の事故で惑星に辿り着いた人々から成るコミュニティに助けられるが、戦うこと以外何も知らない彼の存在をホーキンズたちコミュニティは恐れ、メイスとサンドラの夫婦に看護を任せる。トッドはメイス夫妻と二人の息子ネイサンとの交流を通して人間の自我を取り戻していき、暴風に巻き込まれそうになったジミーを助け出してコミュニティの信頼も得る。しかし、植え付けられた兵士の感情が高まり、お礼に訪れたジミーを襲ってしまい、さらにネイサンに毒蛇の殺し方を教えようとして毒蛇を野放しにしたことからメイスやコミュニティから忌避されて追放処分となり、トッドは涙を流して悲しむ。しかし、メイスはネイサンが自分を守るために毒蛇を殺してくれたことを知り考えを改め、トッドを探し出して和解する。
トッドとメイスが和解した頃、惑星にミーカム率いるニュー・ソルジャー部隊が実地訓練を兼ねた偵察任務に訪れる。ミーカムはニュー・ソルジャーたちに「人間を発見したら"敵"と見なして殺せ」と命令したため、ニュー・ソルジャーたちはコミュニティを攻撃し始め、混乱の中でメイスは殺害される。トッドはコミュニティを守るためにニュー・ソルジャー三人を殺し、ミーカムは部隊を撤退させ、同行していたチャーチの提案を受けて部隊に重武装を施す。再びコミュニティに攻め込んだニュー・ソルジャー部隊を一人で迎え撃ったトッドは、経験の差でニュー・ソルジャーを全滅させるが、コミュニティの人々の多くがケインによって殺害されてしまう。トッドはケインを一騎打ちで倒し、激怒したミーカムは核爆弾を使用して惑星ごと破壊しようと目論み、スローン中尉は旧ソルジャー部隊に核爆弾の設置を命令する。ミーカムは旧ソルジャーの帰還を待たずに偵察機を離陸させようとし、それに異議を唱えたチャーチを射殺する。そこにトッドと合流した旧ソルジャー部隊が現れ、自分たちを用済み扱いするミーカム、スローン、ルブリック少尉の三人を放り出し、サンドラたちコミュニティの人々を乗せて核爆発を起こした惑星から脱出する。トッドはサンドラたちが目指していた惑星ムーンに向かうように指示し、ネイサンを連れて星々を見つめる。

## キャスト
| 役名               | 俳優                                | 日本語吹き替え | 日本語吹き替え |
| 役名               | 俳優                                | ソフト版       | フジテレビ版   |
| ------------------ | ----------------------------------- | -------------- | -------------- |
| トッド3465（軍曹） | カート・ラッセル                    | 谷口節         | 石塚運昇       |
| ケイン607          | ジェイソン・スコット・リー          | 江川央生       | 中多和宏       |
| チャーチ大尉       | ゲイリー・ビジー                    | 沢木郁也       | 立木文彦       |
| ミーカム大佐       | ジェイソン・アイザックス            | 金尾哲夫       | 羽佐間道夫     |
| サンドラ           | コニー・ニールセン                  | 日野由利加     | 山像かおり     |
| メイス             | ショーン・パートウィー              | 梅津秀行       | 内田直哉       |
| ネイサン           | ジャレッド・ソーン タイラー・ソーン | 台詞なし       | 台詞なし       |
| スローン中尉       | K・K・ドッズ                        | 沢海陽子       | 小宮和枝       |
| ルブリック少尉     | マーク・ブリングルソン              | 安井邦彦       | 青山穣         |
| ジミー・ピグ       | マイケル・チクリス                  | 堀之紀         | 塩屋浩三       |
| スレッド           | ポール・ディロン                    | 辻親八         | 千田光男       |
| ライリー           | ジェームズ・ブラック                | 中多和宏       |                |
| ジョニー           | コービン・ブルー                    |                |                |
| ホーキンズ         | ブレンダ・ウェエレ                  | 瀬畑奈津子     |                |

- ビデオ･DVD

その他の声の出演：川津泰彦、武政弘子、星野充昭、田中一成、川崎恵理子
演出：岡本知、翻訳：鈴木導、調整：藤樫衛、制作：グロービジョン、プロデューサー：杉原典子（ポニーキャニオン）
- フジテレビ版：初回放送2002年11月16日『ゴールデンシアター』

その他の声の出演：鈴木弘子、沢田敏子、小室正幸、星野充昭、古田信幸、喜田あゆ美、天田益男、小池浩司、山川亜弥
演出：伊達康将、翻訳：松崎広幸、調整：金谷和美、制作：東北新社、プロデューサー：小笠原恵美子、中島良明（フジテレビ）

## 評価
- 6000万ドルの製作費がかけられたが、北米興行収入は1400万ほどに終わった[1]。
- 主演のカート・ラッセルが全編にわたってほとんど喋らないという理由で批判されることもある[2]。
- ベッドに潜り込んでくる、緑色の危険な毒ヘビは「ヒガシグリーンマンバ」。
- 「エイリアンvsプレデター」P・アンダーソンのコメンタリによると、「ゴースト・ハンターズ」コメンタリでも本人が言及しているように、本映画の撮影によりカート・ラッセルは足首を骨折したとされているが、実際は休憩中にキャベツを踏んで滑ったための骨折を、宣伝用に脚色したとの事である。